# شيرغواز
شيرغواز (بالفارسية: شیرگواز) هي منطقة سكنية تقع في قسم باهوكلات الريفي (مقاطعة تشابهار) في إيران. يقدر عدد سكانها بـ 711 نسمة بحسب إحصاء 2016.